# ラウル・セルヴェ
ラウル・セルヴェ（オランダ語: Raoul Servais、1928年3月1日 - 2023年3月17日）は、ベルギーのアニメーション作家。「ベルギーアニメーションの父」とも呼ばれ、幻想的なイメージを描き出す独自の手法は、「セルヴェグラフィ」として知られる。

## 略歴
1928年3月1日にオーステンデに生まれる。父はアマチュア映画作家であり、その影響から映画に触れる機会は多かった。
ヘント王立美術アカデミー（ヘント）で絵を学びながら、アニメーション制作を始めるようになる。アカデミー卒業後は、兵役を含めさまざまな職業を転々とした。ルネ・マグリットやアンリ・ストルクの仕事を手伝ったこともあった。
1959年に16mmフィルムで『港の灯（オランダ語: Havenlichten,英語: Harbour Lights』を完成させ、これが実質的なデビュー作となる。『港の灯』はアントワープ・ナショナル・フィルム・フェスティバルに出品され、そこで賞を受賞する。アントワープ・ナショナル・フィルム・フェスティバルでアニメーション作品が賞を受賞するのは本作が初めてであった。
その後『クロモフォビア(Chromophobia)』（1966年）や『人魚(Sirène)』（1968年）などの短編の描き絵アニメーションを制作しベルギー国内外で40以上もの賞を獲得した。
1979年に発表された『ハーピア(Harpya)』では、実写とアニメーションの融合を初めて試み、1979年カンヌ国際映画祭で短編映画パルム・ドールを受賞している。
1997年に発表された『夜の蝶(Nachtvlinders)』では、デジタル的な手法を用いず、実写で撮影したフィルムをセル画にプリントしてから着色し、背景と共に再度撮影することで、幻想的なイメージを作り出している。
ヘント王立芸術アカデミーにアニメーションフィルム学科を創設するなど、ベルギーのアニメーション教育にも貢献している。
ユーロスペース（東京都渋谷区）で2000年12月に『夜の蝶』、『クロモフォビア』など5作のラウル・セルヴェ作品が日本初上映されたが、2001年2月までロングヒット記録となった。
2023年3月17日、自宅にて死去。95歳没。

## 参考書籍
- 『アートアニメーションの素晴しき世界』エスクアイア・マガジン・ジャパン、2002年、81頁。ISBN 978-4872950816。
- 『ユーロ・アニメーション - 光と影のディープ・ファンタジー』フィルムアート社、2002年、44-49頁。ISBN 978-4845902354。